# Targa UEFA
In talune occasioni e in riconoscimento di dati meriti sportivi la Union of European Football Associations (UEFA) ha conferito ad alcune squadre di calcio una speciale targa celebrativa, denominata dai media come Targa UEFA.
È stata data alla Juventus poiché è riuscita a vincere per prima tutte e tre le principali competizioni UEFA per club, cioè Coppa dei Campioni (nel 1985), Coppa delle Coppe (nel 1984) e Coppa UEFA (nel 1977). Al PSV nel 2014 è stata conferita una targa speciale in relazione alle quarantuno partecipazioni consecutive alle coppe europee, un primato a livello confederale.
La targa data alla Juventus è costituita da una placca rettangolare in argento divisa in due campi da una corona trionfale bagnata in oro: nel campo superiore sono coniati una leggenda impressa  in lingua francese – allora quella ufficiale usata dall'organo di governo del calcio europeo – facendo uso di un smalto più oscuro d'argento riguardante il primato raggiunto dalla Juventus e incoronato dallo stemma della confederazione calcistica europea, anch'esso in oro, mentre nel campo inferiore sono coniati facendo uso di tre smalti diversi d'argento tre stemmi che simboleggiano i trofei dei già citati tornei stagionali. Il 12 luglio 1988 a Ginevra (Svizzera) in occasione del sorteggio delle competizioni europee della stagione 1988-1989 l'allora presidente della UEFA Jacques Georges conferì per la prima volta la targa alla Juventus, rappresentata dall'allora presidente Giampiero Boniperti, in qualità di prima società calcistica nel continente a vincere i tre tornei internazionali nominati.
Il Barcellona richiese questo riconoscimento nel 1992 dopo avere vinto la prima Coppa dei Campioni, ma la UEFA, ormai presieduta dal successore di Georges, Lennart Johansson, si rifiutò di conferirlo poiché non ha mai riconosciuto come propria competizione ufficiale la Coppa delle Fiere, vinta dal club spagnolo per la prima volta nel 1958, né la considera equivalente alla Coppa UEFA/Europa League. Per l'Ajax, invece, era inizialmente prevista la consegna del premio dopo il suo trionfo in Coppa UEFA 1991-1992, ma successivamente la confederazione decise di non assegnarlo per motivi rimasti sconosciuti e lo stesso è avvenuto successivamente per il Bayern Monaco, il Chelsea, ed il Manchester Utd, quando hanno raggiunto questo risultato.